# Cahuzac (Lot-et-Garonne)
Cahuzac is een gemeente in het Franse departement Lot-et-Garonne (regio Nouvelle-Aquitaine) en telt 281 inwoners (1999). De plaats maakt deel uit van het arrondissement Villeneuve-sur-Lot.

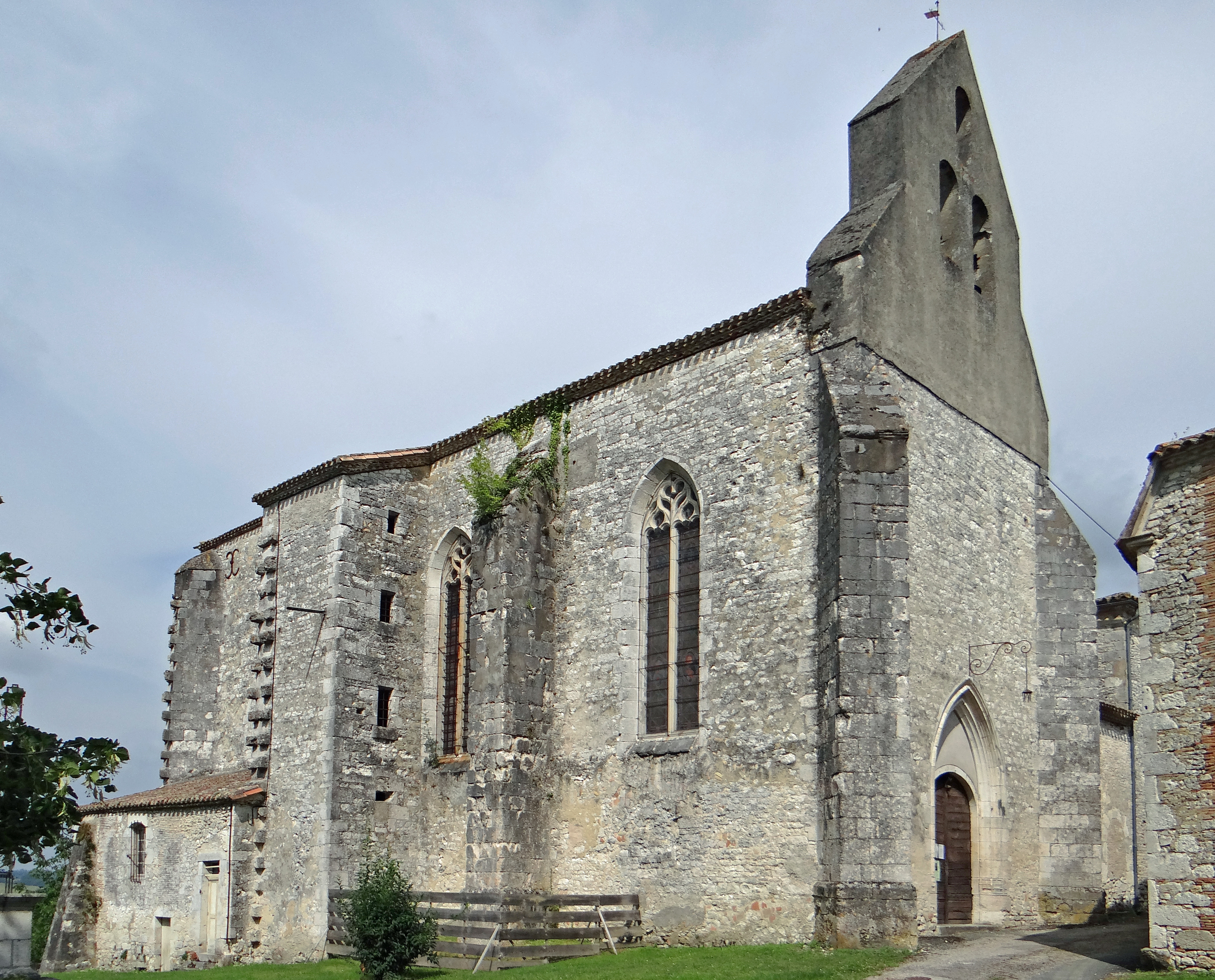
Kerk Saint-Martin, Cahuzac
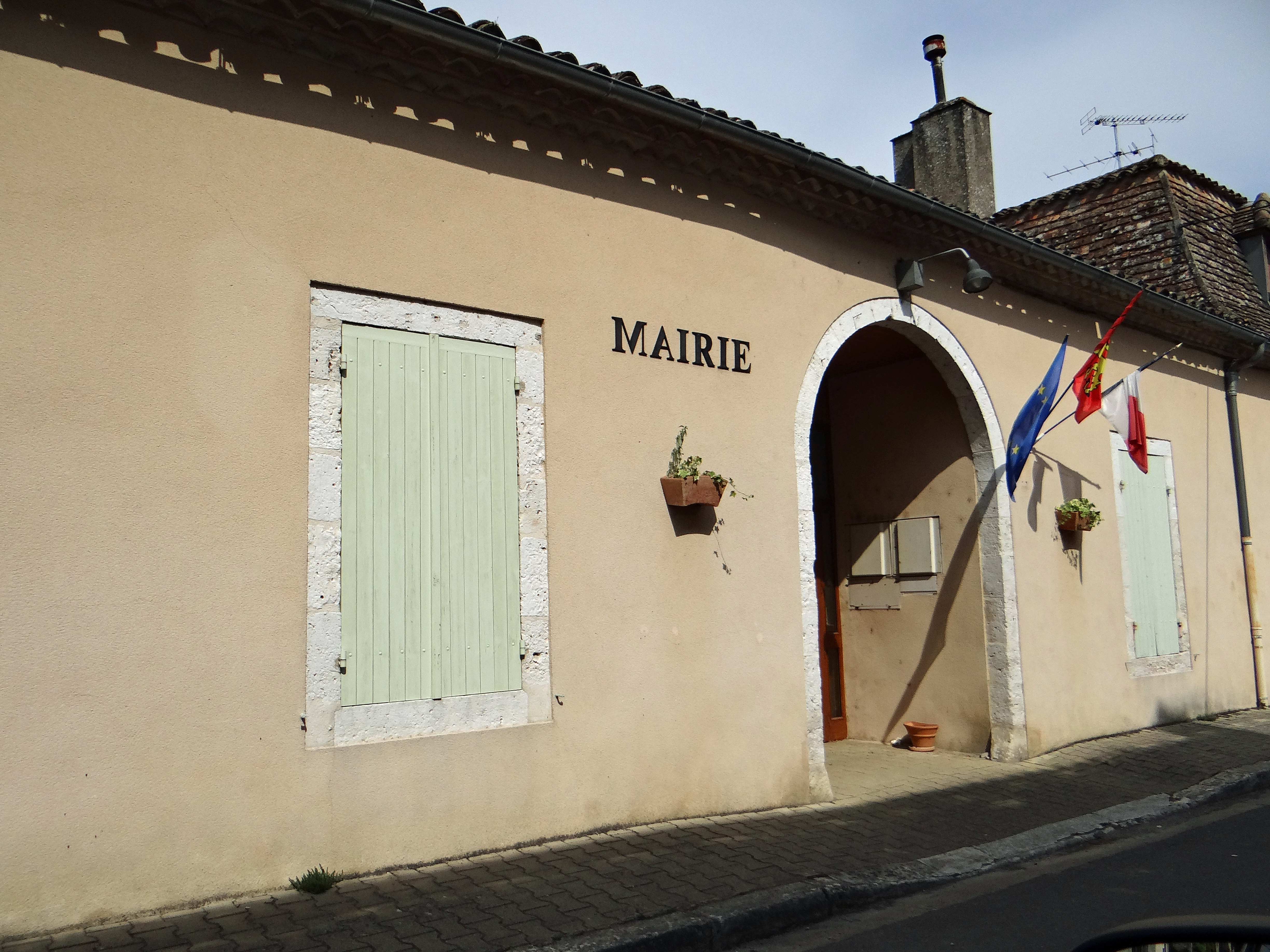
Gemeentehuis

## Geografie
De oppervlakte van Cahuzac bedraagt 8,2 km², de bevolkingsdichtheid is 34,3 inwoners per km².
De onderstaande kaart toont de ligging van Cahuzac (Lot-et-Garonne) met de belangrijkste infrastructuur en aangrenzende gemeenten.

## Demografie
Onderstaande figuur toont het verloop van het inwonertal (bron: INSEE-tellingen).